# Maylor Núñez
Maylor Alberto Núñez Flores (La Ceiba, Atlántida, Honduras; 4 de julio de 1996) es un futbolista hondureño. Juega de lateral derecho y su actual equipo es el Olimpia de la Liga Nacional de Honduras.

## Trayectoria

### Motagua
Inició en las reservas del Motagua, donde llegó a los 16 años.
Para el Torneo Apertura 2014 fue promovido a la plantilla profesional dirigida por Diego Martín Vásquez. 
Hizo su debut profesional con anotación incluida el 7 de febrero de 2015, en un partido correspondiente a la Primera Fase de la Copa de Honduras 2015; aquel encuentro lo ganó Motagua por 1-0 al Alianza Becerra.
Debutó en Liga Nacional el 2 de mayo de 2015, frente a Real Sociedad de Tocoa, por la última jornada del Torneo Clausura 2015, en un encuentro disputado en el Estadio Francisco Martínez Durón de Tocoa. El mismo finalizó 1 a 0 en favor de Real Sociedad.

### Platense
En julio de 2016 se fue a préstamo a Platense, por petición expresa de Reynaldo Clavasquín.

### Motagua
Para el Apertura 2017 volvió a Motagua, se mantuvo entrenando pero no fue tomado en cuenta por el cuerpo técnico de Vásquez y, por ende, no tuvo minutos.

### Juticalpa
En 2018 se liberó contractualmente de Motagua y llegó con el pase en su poder al Juticalpa, donde tuvo un destacado paso.

### Olimpia
Tras eso, el 18 de noviembre de 2018 se anunció su traspaso al Olimpia.

## Estadísticas
| Motagua Honduras                                                 |                     |                     |    |   |   |   |   |    |    |   |
| 2014-15                                                          | 1.ª                 | 2                   | 0  | 1 | 1 | - | - | 3  | 1  |   |
| 2015-16                                                          | 1.ª                 | 0                   | 0  | 1 | 0 | 0 | 0 | 1  | 0  |   |
| Total                                                            | Total               | 2                   | 0  | 2 | 1 | 0 | 0 | 4  | 1  |   |
| Platense Honduras                                                |                     |                     |    |   |   |   |   |    |    |   |
| 2016-17                                                          | 1.ª                 | 17                  | 1  | - | - | - | - | 17 | 1  |   |
| Total                                                            | Total               | 17                  | 1  | 0 | 0 | 0 | 0 | 17 | 1  |   |
| Motagua Honduras                                                 |                     |                     |    |   |   |   |   |    |    |   |
| 2017-18                                                          | 1.ª                 | 0                   | 0  | - | - | 0 | 0 | 0  | 0  |   |
| Total                                                            | Total               | 0                   | 0  | 0 | 0 | 0 | 0 | 0  | 0  |   |
| Juticalpa Honduras                                               |                     |                     |    |   |   |   |   |    |    |   |
| 2017-18                                                          | 1.ª                 | 12                  | 0  | - | - | - | - | 12 | 0  |   |
| 2018-19                                                          | 1.ª                 | 17                  | 1  | - | - | - | - | 17 | 1  |   |
| Total                                                            | Total               | 29                  | 1  | 0 | 0 | 0 | 0 | 29 | 1  |   |
| Olimpia Honduras                                                 |                     |                     |    |   |   |   |   |    |    |   |
| 2018-19                                                          | 1.ª                 | 16                  | 0  | - | - | - | - | 16 | 0  |   |
| Total                                                            | Total               | 16                  | 0  | 0 | 0 | 0 | 0 | 16 | 0  |   |
| Total en su carrera                                              | Total en su carrera | Total en su carrera | 64 | 2 | 2 | 1 | 0 | 0  | 66 | 3 |
| (1)Incluye Copa de Honduras. (2)Incluye Concacaf Liga Campeones. |                     |                     |    |   |   |   |   |    |    |   |

## Palmarés

### Campeonatos nacionales
| Título                    | Club    | País     | Año  |
| ------------------------- | ------- | -------- | ---- |
| Torneo Apertura           | Motagua | Honduras | 2014 |
| Supercopa de Honduras     | Motagua | Honduras | 2017 |
| Liga Nacional de Honduras | Olimpia | Honduras | 2019 |